# L'Album de Bilbo le Hobbit
Vous lisez un « bon article » labellisé en 2012.
L'Album de Bilbo le Hobbit, sous-titré Adieu à la Terre du Milieu pour sa première édition française, (Bilbo's Last Song (at the Grey Havens)) est un poème de l'écrivain britannique J. R. R. Tolkien publié en 1974, un an après la mort de son auteur, sous forme d'un poster illustré par Pauline Baynes. C'est le premier ouvrage de Tolkien à être publié à titre posthume.
Dans ce poème, le hobbit Bilbon Sacquet relate son départ de la Terre du Milieu depuis les Havres Gris à bord d'un navire elfique, épisode qui correspond à la fin du Seigneur des anneaux. Ce texte, considéré comme un épilogue au roman, a connu une adaptation sous forme musicale.

## Rédaction
Selon Christina Scull et Wayne G. Hammond, Tolkien écrit une première version de ce qui devient Bilbo's Last Song au cours des années 1920 ou 1930 : un poème en vieux norrois intitulé Vestr um haf, « l'ouest par-delà la mer » en français. Plusieurs décennies plus tard, au cours du mois d'octobre 1968, Tolkien révise cette version et lui donne sa forme et son titre finaux. Vers la même époque, Tolkien se casse la jambe alors qu'il déménage près de Bornemouth. Pour l'aider à mettre en place son bureau et sa bibliothèque, il fait appel à Joy Hill, une secrétaire d'Allen & Unwin et amie de la famille Tolkien. Entre le 14 et 18 octobre 1968, alors qu'elle déplace une pile de livres, elle trouve le manuscrit de Bilbo's Last Song coincé entre deux couvertures, que Tolkien lui récite à voix haute.
Le 3 septembre 1970, Tolkien offre le manuscrit à Joy Hill en remerciement de son travail, lui cédant également le copyright du poème mais lui demandant, en échange, qu'elle attende qu'il soit mort avant d'envisager de publier le poème ou de vendre ses droits dessus. Il officialise son don par lettre l'année suivante, le 28 octobre 1971. En 1991, à la mort de Joy Hill, le copyright du texte est légué à l'Order of the Holy Paraclete, tandis que le copyright des illustrations de Paulines Baynes est légué au William College d'Oxford, qui possède l'ensemble de la bibliothèque de l'artiste, à la mort de cette dernière en 2008.

## Publication et traductions
En avril 1974, moins d'un an après la mort de Tolkien, la maison d'édition américaine Houghton Mifflin publie le poème sous la forme d'un poster, sur fond d'une photographie de rivière, prise par le photographe Robert Strindberg,. En septembre de la même année, Allen & Unwin publie également le texte sous forme d'un poster, mais avec une illustration différente : réalisée par Pauline Baynes, elle représente Sam, Merry et Pippin regardant le dernier navire elfique s'en aller de la Terre du Milieu depuis les hauteurs surplombant les Havres Gris.
En 1990, le poème est réédité sous forme de livre avec de nouvelles illustrations de Pauline Baynes. Cet ouvrage est réédité en 2002, mais avec quelques illustrations omises par rapport à la version de 1990 et en 2012 par Red Fox.
Le poème a été traduit dans une demi-douzaine de langues, en néerlandais, en finnois, en français, en allemand, en italien, en russe ou encore en japonais. La traduction néerlandaise paraît notamment dès la fin de l'année 1973. En France, le livre illustré paraît en 2001 chez Gallimard sous le titre L'Album de Bilbo - Adieu à la Terre du Milieu, dans une traduction de Pierre de Laubier de 1990 et est réédité en octobre 2013 sous le seul titre L'Album de Bilbo le Hobbit.

## Adaptations et héritage
En 1973, Joy Hill présente le poème à Donald Swann qui le met en musique et l'intègre à la seconde édition de l'ouvrage The Road Goes Ever On en 1978. Cette mise en musique est basée sur « une chanson de l'île de Man, mélangée avec une mélodie grecque ». Bien que le chant soit davantage prévu pour un duo que pour un soliste, c'est Swann seul qui enregistre le chant pour ce morceau qui devient son favori du cycle. En 1981, Brian Sibley et Michael Bakewell l'intègrent à leur adaptation radiophonique du Seigneur des anneaux, bien que le poème ne fasse pas partie stricto sensu du roman.
En 2001, le poème est lu lors du service commémoratif du navigateur néo-zélandais Peter Blake.

## Critique

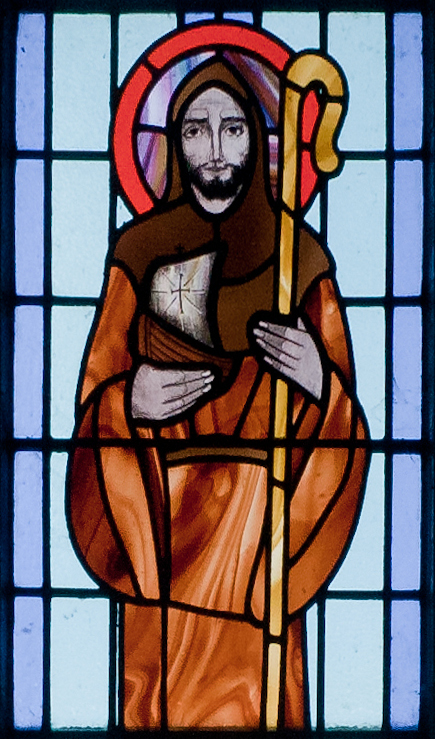
Vitrail représentant saint Brendan, le moine navigateur.

Ainsi que le notent Christina Scull et Wayne G. Hammond, le poème sous forme de poster passe relativement inaperçu, mais il reçoit un accueil favorable à sa sortie en livre, « principalement pour ses illustrations ». Certains critiques sont néanmoins très durs avec le poème. C'est par exemple le cas de Brian Rosebury, qui juge le texte banal, avec des couplets « techniquement ineptes ». Selon lui, le titre de Bilbo's Last Song conviendrait mieux au poème que Bilbo récite au coin du feu à Fondcombe dans La Communauté de l'anneau.
Pour Tom Shippey, Bilbo's Last Song « poursuit l'ambiance élégiaque des dernières années de Tolkien ». Il propose de le considérer comme le testament poétique de son auteur, l'équivalent en vers du conte Smith de Grand Wootton : sorties de leur contexte, les paroles de Bilbo « pourraient […] être considérées comme les paroles d'un mourant, mais un mourant satisfait de son existence et de ce qu'il a fait, et certain de l'existence d'un monde et d'un destin par-delà la Terre du Milieu. »
Hammond et Scull ne sont pas du même avis, rappelant que le poème date à l'origine des années 1920-1930. Ils mettent en parallèle le style du poème avec Crossing the Bar (en), un poème d'Alfred Tennyson paru en 1889. Shippey compare quant à lui le départ de Bilbo à celui de saint Brendan, moine navigateur irlandais du VIe siècle.
Hammond et Scull trouvent « harmonieuse » l'intégration du poème dans la version radiophonique du Seigneur des anneaux de 1981. Bratman est du même avis, jugeant très réussie son intégration en clôture du cycle : la mélodie obsédante et l'interprétation du soprano Jeremy Vine permettent de capter « le mélange de résignation et d'espérance » de Bilbo à l'idée de son départ, rendant « encore plus poignante » la séparation d'avec Frodon et Sam.

### Ouvrages de Tolkien
- J. R. R. Tolkien, L'Album de Bilbo le Hobbit : Adieu à la Terre du Milieu, Gallimard, 2001, 32 p. (ISBN 978-2-07-054940-5).
- Douglas A. Anderson (trad. Daniel Lauzon), Le Hobbit annoté [« The Annotated Hobbit »], Christian Bourgois, 2012 (ISBN 978-2-267-02389-3).

### Ouvrages secondaires
- (en) Michael D. C. Drout, J. R. R. Tolkien Encyclopedia : Scholarship and Critical Assessment, Routlege, octobre 2006, 774 p. (ISBN 0-415-96942-5, lire en ligne).
- (en) Bradford Lee Eden, Middle-earth Minstrel : Essays on Music in Tolkien, McFarland, 2010, 207 p. (ISBN 978-0-7864-4814-2).
- (en) James Kearney, « LotR: The BBC Radio 4 Serial », Mallorn, no 25,‎ septembre 1988, p. 36 (ISSN 0308-6674).
- (en) Brian Rosebury, Tolkien : A Critical Assessment, Basingstoke (GB)/New York, St. Martin's, 1992, 167 p. (ISBN 0-333-53896-X).
- (en) Wayne G. Hammond et Christina Scull, The J.R.R. Tolkien Companion and Guide: Reader's Guide, Houghton Mifflin, 2006, 1256 p. (ISBN 978-0-618-39101-1).
- (en) Wayne G. Hammond et Christina Scull, The J.R.R. Tolkien Companion and Guide: Chronology, Houghton Mifflin, 2006, 996 p. (ISBN 978-0-618-39102-8).
- (en) Tom Shippey, J. R. R. Tolkien: Author of the Century, HarperCollins, 2000 (ISBN 0618257594).